# Androlymnia incurvata
Androlymnia incurvata là một loài bướm đêm trong họ Noctuidae.